# Натрий-ацетатный буфер
Ацета́тный бу́фер (на́трий-ацета́тный бу́фер) — буферный раствор, содержащий ацетат натрия и уксусную кислоту. Значение pK ацетатного буфера составляет около 4,75, поэтому применение находят буферы со значениями рН от 3 до 6. 
Для приготовления буфера используют тригидрат ацетата натрия (136,09 г/моль) и раствор уксусной кислоты (например, 0,2 М раствор, содержащий 12,01 г/л уксусной кислоты). 
Натрий-ацетатный буфер используют в биохимии для растворения белков, при хроматографии, при осаждении ДНК для повышения ионной силы раствора. 
| Требуемое значение рН | мл NaAc, 0,2 M | мл AcH, 0,2 M |
| --------------------- | -------------- | ------------- |
| 3,8                   | 10,0           | 90,0          |
| 4,0                   | 18,0           | 82,0          |
| 4,2                   | 26,5           | 73,5          |
| 4,4                   | 37,0           | 63,0          |
| 4,6                   | 49,0           | 51,0          |
| 4,8                   | 59,0           | 41,0          |
| 5,0                   | 70,0           | 30,0          |
| 5,2                   | 79,0           | 21,0          |
| 5,4                   | 86,0           | 14,0          |
| 5,6                   | 91,0           | 9,0           |

## Внешние ссылки
- Java-апплет для расчета ацетатного буфера
- Растворы ацетата натрия и ацетатного буфера на molbiol.ru